# きだしゅんすけ
きだ しゅんすけ（1968年5月8日 - ）は、東京都出身の日本の作曲家。国立音楽大学作曲学科在学中に作曲家として活動開始。
また数々のバンドを経てLittle Lounge*Little Twinkleを結成。近年はソロとしてライブ活動を精力的に行う。

## 作品

### 映画・TVドラマ
- マイ・バック・ページ（山下敦弘監督）
- 婚前特急（前田弘二監督）
- WOWOW 蒼井優×4つの嘘 カムフラージュ アカバネ三姉妹（山下敦弘監督）
- WOWOW上野樹里と5つの鞄 ある朝、ひなたは突然に（萩生田宏治監督）
- テレビ東京D×TOWN スパイ特区（塩田明彦監督）
- テレビ東京D×TOWN 太陽は待ってくれない （前田弘二監督）
- 旅立ちの島唄〜十五の春〜（吉田康弘監督）
- 江ノ島プリズム（吉田康弘監督）
- WOWOW 埋もれる（吉田康弘監督）
- ネスレシアター 昼も夜も（塩田明彦監督）
- クジラのいた夏（吉田康弘監督）
- わたしのハワイの歩きかた （前田弘二監督）
- 青鬼 （小林大介監督）
- 超能力研究部の3人 （山下敦弘監督）
- あしたになれば。 （三原光尋監督）
- 夫婦フーフー日記 （前田弘二監督）
- トラック運転手 久保明の日記（前田弘二監督）
- WOWOW 煙霞（小林聖太郎監督）
- セーラー服と機関銃 -卒業- （前田弘二監督）
- バースデーカード（吉田康弘監督、2016年10月22日公開）
- ぼくのおじさん（山下敦弘監督、2016年11月3日公開）
- 風に濡れた女（塩田明彦監督、2016年12月17日公開）
- 破門 ふたりのヤクビョーガミ（小林聖太郎監督、2017年1月28日公開）
- WOWOW ドラマW「プラージュ」（吉田康弘監督、2017年8月12日）
- NHK BSプレミアムドラマ「我が家の問題」（萩生田宏治監督、2018年2月4日放映）
- さよならくちびる（塩田明彦監督、2019年5月31日公開）

### WEB・携帯ドラマ
- 午前3時の無法地帯（山下敦弘監督・今泉力哉監督）
- 土俵際のアリア（山下敦弘監督）
- ユーキャンCF WEBドラマ 捨て猫OL（山下敦弘監督）
- KEEP WALKING WEBドラマ 約束（塩田明彦監督）
- 婚前特急〜ジンセイは17から〜（前田弘二監督）
- ラブ・スウィング〜 色々な愛のかたち〜 （前田弘二監督）
- 恋ばな-スイカと絆創膏-（萩生田宏治監督）
- いずみと僕と彼と俺（小林聖太郎監督）
- 就活戦線異常あり（瀧本智行監督）
- ひとつの家族と大京グループが織りなす50年の物語（古厩智之監督）
- 日中合作ドラマ『午夜計程車(真夜中のタクシー)』（萩生田宏治監督・洪泠監督・杜暁雨監督）
- 愛しさと愛しさが、向きあえる場所。（広瀬菜々子監督）
- 阪急西宮ガーデンズ　ショートムービー「10歳の誕生日」（岡山一尋監督）

### ゲーム
- Demon's Souls（SCE）
- ポップンミュージック (5,6,7,8,9,10,12,14,19,20)
- ポップンステージ（以上KONAMI）
- ノスタルジア
- ジェットセットラジオ（SEGA）
- データカードダス ドラゴンボールZ
- データカードダス ドラゴンボールZ2
- DRAGONBALL EVOLUTION
- シャーマンキング ふんばりスピリッツ
- たまごっちのなりきりチャンネル
- カードでハッピー!たまごっち!たまハートコレクション
- たまごっちリズム TamaRiz（以上 NBGI）
- 大戦略ポータブル / 大戦略シリーズ（元気）
- Wiiウェア はらぺこあおむしのABC（任天堂）
- iPhone/iPad アプリ えまきもん
- ぐわんげ（アレンジアルバム1曲参加）

### その他
- 日テレ大時計（宮崎駿デザイン）テーマ曲
- 角川文庫 CF「夏の100冊」（山下敦弘監督）
- MEZZO PIANO　20周年 WEB
- NHK Eテレ
  - 『エリンが挑戦! にほんごできます。』
  - 『おはなしのくに』（みにくいアヒルの子）
- テレビ信州 開局20周年記念CF
- colobockle 『クリスマスの子供部屋』（中目黒 ウフギャラリー）
- Loule 『ビドの甘い生活』展（代官山 ユトレヒト）
- dent-de-lion 『たんぽぽ展』（大阪 Contents Label CAFE）
- Putty.co., 宮城県、代官山などでコラボレーション企画

## CD

### LP chep3
- 街はいつも工事中
- BANANA CHANNEL
- re agire

### Little Lounge*Little Twinkle
- STITCH
- hvit

## アレンジ・ストリングスアレンジ
- HARCO
- カジヒデキ
- 原田郁子
- bice
- 昼海幹音（ヒラマミキオ）
- TOMOSUKE（舟木智介）
- KOKIA
- 羊毛とおはな
- humming parlour